# Snow for two
Snow for two was een hitsingle van The Lovelets in België. Net als bij haar voorganger werd de muziek overheerst door een saxofoon. Op de achtergrond zingt een aantal dames zwoel dat ze het koud hebben ("Oh so cold"). De muziek klinkt daarbij soft-erotisch. Het was de laatste single met een hitnotering. In Italië werd Snow for two uitgegeven als B-kant van de muziek van Emanuelle.
Snow was in die jaren niet alleen de aanduiding voor sneeuw, maar ook voor cocaïne. De titel liet dat in het midden, maar volgens de producer ging het hier puur om winterse sneeuw.

## Hitnotering

### BelgischeBRT Top 30
| Hitnotering: 16-2-1974 t/m 1-3-1974 | Hitnotering: 16-2-1974 t/m 1-3-1974 | Hitnotering: 16-2-1974 t/m 1-3-1974 | Hitnotering: 16-2-1974 t/m 1-3-1974 |
| Week:                               | 1                                   | 2                                   |                                     |
| ----------------------------------- | ----------------------------------- | ----------------------------------- | ----------------------------------- |
| Positie:                            | 21                                  | 29                                  | uit                                 |